# Eugeniusz Korin
Eugeniusz Korin (ur. 9 października 1954 w Leningradzie) – polski reżyser teatralny i filmowy pochodzenia rosyjskiego, producent teatralny, autor tłumaczeń, adaptacji i scenariuszy, pedagog. Współzałożyciel i aktualny dyrektor artystyczny Teatru 6. piętro w Warszawie. Jest członkiem honorowym Stowarzyszenia „Loża Patronów Teatru” w Poznaniu. W 2019 roku debiutował powieścią „Polowanie z sępem”, która ukazała się w czerwcu nakładem Wydawnictwa Literackiego.

## Młodość i wykształcenie
Do szkół podstawowej i średniej uczęszczał w Leningradzie. Ukończył studia na Wydziale Aktorskim i (odbywane równolegle) studia na Wydziale Reżyserii Dramatu Państwowego Instytutu Teatru, Muzyki i Kina w Leningradzie (1975). Jako student drugiego roku rozpoczął współpracę aktorską z leningradzkim Teatrem Młodego Widza, gdzie następnie w latach 1975–1977 pracował jako aktor. Do Polski przyjechał po raz pierwszy w ramach zainicjowanej przez ówczesnego rektora Państwowej Wyższej Szkoły Teatralnej im. Aleksandra Zelwerowicza w Warszawie, Tadeusza Łomnickiego, wymiany studentów wyższych szkół teatralnych, a w roku 1977 osiadł w Polsce na stałe. W 1986 roku zrzekł się obywatelstwa radzieckiego, od roku 1990 jest obywatelem polskim. Absolwent Wydziału Reżyserii PWST w Warszawie (1980). Jako studentowi drugiego roku Tadeusz Łomnicki powierzył mu jego pierwszą reżyserię w Polsce, realizację przedstawienia dyplomowego studentów Wydziału Aktorskiego Śpiew na dziewięć wieszaków według opowiadań Leonida Andrejewa i Antona Czechowa (1979). Jego pierwszą reżyserią w profesjonalnym teatrze w Polsce – jeszcze jako studenta – był Kolor niebieski według opowiadań Michaiła Zoszczenki (1978) w warszawskim Teatrze Komedia; spektakl zdjęto z afisza z powodów politycznych po interwencji Ambasady Radzieckiej w Warszawie. Jego mistrzami byli Lew Dodin, wybitny rosyjski pedagog i reżyser, profesor Instytutu w Leningradzie, i Tadeusz Łomnicki. Po zobaczeniu kreacji Łomnickiego w spektaklach warszawskiego Teatru na Woli, współpraca z aktorem stała się największym zawodowym marzeniem Korina. Wpływ na ukształtowanie się jego wrażliwości teatralnej miały także obejrzane spektakle Teatru na Tagance w Moskwie: Hamlet Williama Shakespeare’a i Dobry człowiek z Seczuanu Bertolta Brechta w reżyserii Jurija Lubimowa oraz przedstawienia Umarła klasa Tadeusza Kantora, Dante Józefa Szajny, wrocławska inscenizacja Ameryki Franza Kafki w reżyserii Jerzego Grzegorzewskiego i lektury dzieł Witolda Gombrowicza.

## Kariera zawodowa
Wyreżyserował ponad sześćdziesiąt spektakli dramatycznych, komedii i spektakli muzycznych w teatrach Warszawy, Wrocławia, Łodzi, Poznania, Lublina, Opola, Torunia, a także za granicą w Rosji i Szwajcarii (Théâtre l’Ensemble w Genewie, Théâtre Populaire Romand w La Chaux-de-Fonds, Théâtre du Funambule w Nyon). W swoim dorobku ma reżyserię oper, Króla Rogera Karola Szymanowskiego w Operze Wrocławskiej (1982) i Borysa Godunowa Modesta Musorgskiego w Teatrze Wielkim w Łodzi (1987). Jest reżyserem spektakli telewizyjnych, m.in. własnej adaptacji Kosmosu Witolda Gombrowicza, która jako pierwsza w historii Teatru Telewizji została zrealizowana w technice clipu (1988). Autor kilkunastu adaptacji i przekładów sztuk, twórca scenariuszy teatralnych, filmowych i telewizyjnych. Jego działalność artystyczna obejmuje także takie dziedziny jak scenografia, choreografia, opracowanie muzyczne i aktorstwo. Jako etatowy reżyser pracował w Teatrze im. Jana Kochanowskiego w Opolu (1980–1981), Teatrze Polskim we Wrocławiu (1981–1986) i w Teatrze Nowym w Warszawie (1987). Od roku 1981 związany był jako pedagog z filią krakowskiej Państwowej Wyższej Szkoły Teatralnej im. Ludwika Solskiego we Wrocławiu na stanowiskach wykładowcy (1981–1985), starszego wykładowcy (1985–1988), docenta (1988–1990) i profesora nadzwyczajnego (1990–2010). W 1988 roku obronił pracę doktorską, której tematem był stworzony przez niego system nauczania aktorów „Prowadzenie trzech monologów wewnętrznych”. W latach 1990–2003 kierował jako dyrektor naczelny i artystyczny Teatrem Nowym w Poznaniu. Był dyrektorem i wykładowcą Summer International Drama School w Poznaniu (1991), prowadził warsztaty aktorskie i wykłady w uczelniach artystycznych USA (1989) i Szwajcarii (1992, 1994). Wyreżyserował wiele przedstawień dyplomowych w akademiach i wyższych szkołach teatralnych we Wrocławiu, Łodzi, Genewie i Warszawie. Jeden z nielicznych reżyserów, których spektakle osiągają kilkunastoletnie cykle eksploatacji i są grane po kilkaset razy. Wśród rekordowych realizacji są Czerwone nosy Petera Barnesa, Ghetto Joshui Sobola – prapremiery polskie – oraz Piękna Lucynda Mariana Hemara, Czajka Antona Czechowa (jedynego autora, któremu poświęcił esej biograficzny), Fredro dla dorosłych – Mężów i Żon według Aleksandra hr. Fredry i Zagraj to jeszcze raz, Sam Woody Allena. W roku 2009 wraz z Michałem Żebrowskim powołał spółkę Żebrowski & Korin ProSkene, która założyła i prowadzi Teatr 6. piętro w Warszawie z siedzibą w Pałacu Kultury i Nauki, którego jest współwłaścicielem i dyrektorem artystycznym. Scenarzysta i reżyser filmu fabularnego „Sęp” (2012).

### Okres wrocławski
Poza reżyserią spektakli teatralnych – aktor i dyrektor Teatru Polskiego we Wrocławiu Igor Przegrodzki nazywał je „korinkową robotą” – na początku lat osiemdziesiątych występował w programach kabaretu „Titanic” Jana Kaczmarka m.in. w roli Leonida Breżniewa oraz w przedstawieniach offowego Teatru Wędrującego Jacka Wekslera. W 1984 roku, w stanie wojennym, został zatrzymany przez organy Milicji Obywatelskiej za udział w pokazach jednoaktówek Václava Havla w Teatrze Podziemnym, utworzonym przez aktorów Teatru Powszechnego w Warszawie. W tym też 1984 roku władze Wrocławia zdjęły z afisza polską prapremierę Mandatu Nikołaja Erdmana w jego reżyserii, spektakl dyplomowy studentów wrocławskiej PWST. Jego związki z Wrocławiem, Szkołą i Teatrem Polskim po roku 1990, kiedy przeniósł się do Poznania, nie zostały zerwane. Pracował m.in. nad reżyserią Wesela Stanisława Wyspiańskiego, do którego premiery nie doszło z powodu pożaru Teatru Polskiego w nocy z 18 na 19 stycznia 1994 roku.

### Okres poznański
Dyrekcję Teatru Nowego w Poznaniu objął po Izabelli Cywińskiej na jej zaproszenie, gdy została ministrem kultury i sztuki w rządzie premiera Tadeusza Mazowieckiego. Wrażenie, jakie wywarł na nim zespół aktorski Teatru Nowego sprawiło, że zmienił plany wyjazdu i pracy artystycznej w USA. W Teatrze Nowym wyreżyserował m.in. Ghetto, Piękną Lucyndę, Czerwone Nosy, Czajkę, a także Króla Leara Williama Shakespeare’a z Tadeuszem Łomnickim, którego zaprosił do roli tytułowej; premiera nie odbyła się, na tydzień przed jej terminem odtwórca roli tytułowej zmarł na deskach sceny podczas próby. Wieloletnie starania Korina sprawiły, że 22 lutego 2002 roku Teatr Nowy otrzymał imię Tadeusza Łomnickiego w dziesiątą rocznicę śmierci aktora. W okresie swej dyrekcji przeprowadził rozbudowę Teatru Nowego w historycznej secesyjnej kamienicy przy ul. Dąbrowskiego 5 (budowa sali prób i nowej sceny kameralnej, przebudowa widowni, zaplecza i foyer dużej sceny). Wprowadził jako jeden z pierwszych w Polsce prywatne produkcje w teatrze instytucjonalnym, powołał klub sponsorów i mecenasów teatru Loża Patronów, według jego pomysłu od roku 1992 funkcjonowała Scena „Verbum”, prowadzony przez Sergiusza Sternę-Wachowiaka i Milana Kwiatkowskiego cykl publicznych czytań nowych sztuk teatralnych, a później dysput z osobistościami krajowego i światowego życia literackiego, artystycznego i politycznego.

### Okres warszawski
Jest wraz z Michałem Żebrowskim współautorem i sygnatariuszem – jako założyciele i właściciele Teatru 6. piętro – credo tej sceny, zwieńczonego deklaracją: „Teatr bez Widza traci rację bytu. 6. piętro jest teatrem Widzów, których będziemy się starali: prowokować do myślenia, nie nudząc; wzruszać, nie wpadając w ckliwość; bawić, nie błaznując”. Dewiza taka przyświeca mu konsekwentnie od debiutu przez całą twórczość teatralną; nazywa siebie „nie tyle reżyserem przedstawień, ile reżyserem emocji, które tworzą się między istotami scenicznymi, czyli aktorami, a widzami”. W Teatrze 6. piętro jako dyrektor artystyczny i reżyser zrealizował m.in. autorskie cykle premier Miłość, Zdrada i Przebaczenie według Woody Allena, komedię muzyczną Piękna Lucynda, słynne sztuki współczesnych dramaturgów jak Niezwyciężony Torbena Bettsa, ART Yasminy Rezy czy Bliżej Patricka Marbera. Bliżej jest pierwszą sztuką z tryptyku Płeć, Sex, Gender, drugim spektaklem jest edukując Ritę Willy’ego Russella. Trzeci i ostatni spektakl tryptyku to [Things We Do for] LOVE Allana Ayckbourna.

## Realizacje artystyczne

### Reżyseria spektakli teatralnych
- 2023: Alan Ayckbourn, [Things We Do for] LOVE, Teatr 6.piętro w Warszawie (premiera 25 listopada 2023)
- 2023: Willy Russell, edukując Ritę, Teatr 6.piętro w Warszawie (premiera 23 września 2023 roku)
- 2022: Patrick Marber, Bliżej[4], Teatr 6.piętro w Warszawie (premiera 1 października 2022 roku)
- 2020: Yasmina Reza, Art, Teatr 6. piętro w Warszawie (premiera 15 lutego 2020 roku)
- 2019: Samotny zachód, Teatr 6. piętro w Warszawie (premiera 30 marca 2019 roku)
- 2018: Szkło kontaktowe live&touch, Teatr 6. piętro w Warszawie, teatralna wersja programu telewizyjnego Szkło kontaktowe (premiera 28 maja 2018 roku)
- 2017: Torben Betts, Niezwyciężony, Teatr 6. piętro w Warszawie (premiera 2 grudnia 2017 roku)
- 2016: Woody Allen, Miłość w Saybrook, Teatr 6. piętro w Warszawie (premiera 21 maja 2016 roku)
- 2015: Włodzimierz Perzyński, Polityka, Teatr 6. piętro w Warszawie
- 2013: Czechow żartuje! według jednoaktówek Antona Czechowa, Teatr 6. piętro w Warszawie
- 2012: Woody Allen, Central Park West, Teatr 6. piętro w Warszawie.
- 2010: Fredro dla dorosłych – Mężów i Żon według Męża i żony Aleksandra hr. Fredry, Teatr 6. piętro w Warszawie.
- 2010: Elmer Rice, Maszyna do liczenia, Teatr 6. piętro w Warszawie.
- 2010: Woody Allen, Zagraj to jeszcze raz, Sam, Teatr 6. piętro w Warszawie.
- 2008: Fred Apke, Ucho van Gogha, Teatr Bajka w Warszawie.
- 2007: Fredro dla dorosłych – Mężów i Żon według Męża i żony Aleksandra hr. Fredry, Teatr Komedia w Warszawie.
- 2006: Martin McDonagh, Samotny Zachód, Teatr Nowy w Warszawie.
- 2005: Poszaleli według Dam i huzarów Aleksandra hr. Fredry, Teatr Nowy w Łodzi.
- 2005: Anton Czechow, Czajka, Teatr im. Juliusza Osterwy w Lublinie.
- 2003: Michael Frayn, Czego nie widać, Teatr Nowy im. Tadeusza Łomnickiego w Poznaniu.
- 2002: Martin McDonagh, Samotny Zachód, Teatr Nowy im. Tadeusza Łomnickiego w Poznaniu.
- 2002: Anton Czechow, Iwanow, Teatr Ochoty w Warszawie.
- 2001: Arthur Miller, Cena, Teatr Nowy w Poznaniu.
- 2000: Michael Frayn, Czego nie widać, Teatr Powszechny w Łodzi.
- 2000: Sny według Zbrodni i kary Fiodora Dostojewskiego, Teatr Nowy w Poznaniu.
- 1999: Fredro dla dorosłych według Męża i żony Aleksandra hr. Fredry, Teatr Nowy w Poznaniu.
- 1998: Céline Serreau, Królik, królik, Teatr Powszechny w Łodzi.
- 1998: Eugeniusz Korin, Crocodilia, czyli coś niesamowitego, na motywach niedokończonego opowiadania Fiodora Dostojewskiego Krokodyl, Teatr Nowy w Poznaniu.
- 1997: Reves według Zbrodni i kary Fiodora Dostojewskiego, Théâtre Populaire Romand w La Chaux-de-Fonds, Szwajcaria.
- 1997: Elmer Rice, Maszyna do liczenia, Teatr Nowy w Poznaniu.
- 1996: Anton Czechow, Czajka, Teatr Nowy w Poznaniu.
- 1995: Woody Allen, Zagraj to jeszcze raz, Sam, Teatr Nowy w Poznaniu.
- 1993: Peter Barnes, Czerwone Nosy, Teatr Nowy w Poznaniu.
- 1992: William Shakespeare, Król Lear, Teatr Nowy w Poznaniu.
- 1991: Elmer Rice, La machine à calculer, Théâtre l’Ensemble w Genewie, Szwajcaria.
- 1990: Sławomir Mrożek, Portret, Teatr Nowy w Poznaniu.
- 1989: Elmer Rice, Maszyna do liczenia, Teatr Nowy w Łodzi.
- 1988: Nikołaj Erdman, Mandat, Teatr im. Wilama Horzycy w Toruniu.
- 1985: Dr Guillotin według Śmierci Dantona Georga Büchnera, Teatr Nowy w Warszawie.
- 1985: Krokodyl według niedokończonego opowiadania Fiodora Dostojewskiego Krokodyl, Teatr Polski we Wrocławiu.
- 1982: Trans-Atlantyk według powieści Witolda Gombrowicza Trans-Atlantyk, Teatr Polski we Wrocławiu.
- 1981: David Williamson, Przeprowadzka, Teatr im. Jana Kochanowskiego w Opolu.
- 1980: Ałła Sokołowa, Do domu, do nieba, Teatr Współczesny we Wrocławiu.
- 1978: Kolor niebieski według opowiadań Michaiła Zoszczenki, Teatr Komedia w Warszawie.

### Reżyseria spektakli telewizyjnych
- 1988: Kosmos według powieści Witolda Gombrowicz Kosmos, Teatr Telewizji, Telewizja Wrocław.
- 1984: Trans-Atlantyk według powieści Witolda Gombrowicza Trans-Atlantyk, Teatr Telewizji, Telewizja Wrocław.

### Reżyseria spektakli muzycznych
- 2019: Marian Hemar, Piękna Lucynda, Teatr 6.piętro w Warszawie.
- 2004: Włodzimierz Perzyński, Eugeniusz Korin / Marek Kuczyński, Polityka, Teatr im. Juliusza Osterwy w Lublinie.
- 2003: Marian Hemar, Piękna Lucynda, Teatr im. Juliusza Osterwy w Lublinie.
- 2002: Marian Hemar, Piękna Lucynda, Teatr Powszechny w Łodzi.
- 1992: Marian Hemar, Piękna Lucynda, Teatr Nowy w Poznaniu.
- 1991: Włodzimierz Perzyński, Jan Kaczmarek / Andrzej Zarycki, Świat się zmienia, czyli Polityka, Teatr Nowy w Poznaniu.
- 1991: Joshua Sobol / Jerzy Satanowski, Ghetto, Teatr Nowy w Poznaniu.
- 1990: Eugène Labiche, Garcon de Chevery, Théâtre du Funambule w Nyon, Szwajcaria.

### Reżyseria spektakli operowych
- 1987: Modest Musorgski, Borys Godunow, Teatr Wielki w Łodzi.
- 1982: Karol Szymanowski, Król Roger, Opera we Wrocławiu.

### Reżyseria spektakli dyplomowych w szkołach teatralnych
- 2004: Aleksander hr. Fredro, Damy i huzary, PWST we Wrocławiu.
- 2003: Maksim Gorki, Letnicy, Akademia Teatralna w Warszawie.
- 1996: Céline Serreau, Królik, królik, PWST we Wrocławiu.
- 1994: Beth Henley, Zbrodnie serca, Akademia Teatralna w Warszawie.
- 1989: Sławomir Mrożek, Portret, PWST we Wrocławiu.
- 1988: Elmer Rice, Maszyna do liczenia, PWST we Wrocławiu.
- 1987: Stanisław Wyspiański, Sędziowie, PWST we Wrocławiu.
- 1986: Czerwony kogut według powieści Miodraga Bulatovića Czerwony kogut leci wprost do nieba, PWST we Wrocławiu.
- 1986: Maksim Gorki, Ostatni, PWSFTiT w Łodzi.
- 1985: Nikołaj Erdman, Mandat, PWST we Wrocławiu.
- 1983: Demokracja, kopulacja, rewolucja według dramatu Marat / Sade Petera Weissa, PWST we Wrocławiu.
- 1979: Śpiew na dziewięć wieszaków według opowiadań Leonida Andrejewa i Antona Czechowa, PWST w Warszawie.

### Scenografie do spektakli teatralnych i muzycznych
- 2019: Martin McDonagh, Samotny zachód, Teatr 6.piętro w Warszawie.
- 2010: Elmer Rice, Maszyna do liczenia, Teatr 6. piętro w Warszawie.
- 2006: Martin McDonagh, Samotny Zachód, Teatr Nowy w Warszawie.
- 2005: Poszaleli według Dam i huzarów Aleksandra hr. Fredry, Teatr Nowy w Łodzi.
- 2005: Anton Czechow, Czajka, Teatr im. Juliusza Osterwy w Lublinie.
- 2004: Włodzimierz Perzyński, Eugeniusz Korin / Marek Kuczyński, Polityka, Teatr im. Juliusza Osterwy w Lublinie.
- 2004: Aleksander hr. Fredro, Damy i huzary, PWST we Wrocławiu.
- 2003: Maksim Gorki, Letnicy, Akademia Teatralna w Warszawie.
- 2002: Martin McDonagh, Samotny Zachód, Teatr Nowy im. Tadeusza Łomnickiego w Poznaniu.
- 2002: Anton Czechow, Iwanow, Teatr Ochoty w Warszawie.
- 2001: Arthur Miller, Cena, Teatr Nowy w Poznaniu.
- 1997: Elmer Rice, Maszyna do liczenia, Teatr Nowy w Poznaniu.
- 1994: Beth Henley, Zbrodnie serca, Akademia Teatralna w Warszawie.
- 1989: Sławomir Mrożek, Portret, PWST we Wrocławiu.
- 1988: Elmer Rice, Maszyna do liczenia, PWST we Wrocławiu.
- 1987: Stanisław Wyspiański, Sędziowie, PWST we Wrocławiu.
- 1979: Śpiew na dziewięć wieszaków według opowiadań Leonida Andrejewa i Antona Czechowa, PWST w Warszawie.

### Choreografie do spektakli muzycznych
- 2019: Marian Hemar, Piękna Lucynda, Teatr 6.piętro w Warszawie.
- 2004: Włodzimierz Perzyński, Eugeniusz Korin / Marek Kuczyński, Polityka, Teatr im. Juliusza Osterwy w Lublinie.
- 2003: Marian Hemar, Piękna Lucynda, Teatr im. Juliusza Osterwy w Lublinie.
- 2002: Marian Hemar, Piękna Lucynda, Teatr Powszechny w Łodzi.
- 1991: Włodzimierz Perzyński, Jan Kaczmarek / Andrzej Zarycki, Świat się zmienia, czyli Polityka, Teatr Nowy w Poznaniu.
- 1991: Joshua Sobol / Jerzy Satanowski, Ghetto, Teatr Nowy w Poznaniu.
- 1990: Eugène Labiche, Garcon de Chevery, Théâtre du Funambule w Nyon, Szwajcaria.

### Sztuki, scenariusze, adaptacje i tłumaczenia
- 2022: Patrick Marber, Bliżej, przekład na język polski.
- 2016: Woody Allen, Miłość w Saybrook, przekład na język polski.
- 2013: Czechow żartuje według jednoaktówek Antona Czechowa, przekład na język polski i adaptacja.
- 2011: Woody Allen, Central Park West, przekład na język polski.
- 2007: Fredro dla dorosłych – Mężów i Żon według Męża i żony Aleksandra hr, Fredry, scenariusz filmowy.
- 2006: Sęp, scenariusz filmu fabularnego.
- 2005: Poszaleli według Dam i huzarów Aleksandra hr. Fredry, adaptacja.
- 2004: Włodzimierz Perzyński, Polityka, współautorstwo tekstów piosenek.
- 2003: Maksim Gorki, Letnicy, przekład na język polski.
- 2002: Anton Czechow, Iwanow, przekład na język polski.
- 1999: Sny według Zbrodni i kary Fiodora Dostojewskiego, adaptacja.
- 1998: Crocodilia, czyli coś niesamowitego według niedokończonego opowiadania Fiodora Dostojewskiego Krokodyl, sztuka teatralna.
- 1997: Folwark zwierzęcy według George’a Orwella, adaptacja.
- 1995: Anton Czechow, Czajka, przekład na język polski.
- 1988: Kosmos według powieści Witolda Gombrowicza Kosmos, scenariusz telewizyjny.
- 1986: Czerwony kogut według powieści Miodraga Bulatovića Czerwony kogut leci wprost do nieba, adaptacja.
- 1984: Trans-Atlantyk według powieści Witolda Gombrowicza Trans-Atlantyk, scenariusz telewizyjny.
- 1982: Trans-Atlantyk według powieści Witolda Gombrowicza Trans-Atlantyk, adaptacja.
- 1979: Kolor niebieski według opowiadań Michaiła Zoszczenki, adaptacja.
- 1978: Śpiew na dziewięć wieszaków według opowiadań Leonida Andrejewa i Antona Czechowa, adaptacja.

### Produkcja spektakli i projektów teatralnych
- 01.2010 – obecnie: Współwłaściciel, dyrektor artystyczny, Teatr 6.piętro w Warszawie
- 2008: Fred Apke, Ucho van Gogha, Teatr Bajka w Warszawie.
- 2007: Fredro dla dorosłych – Mężów i Żon według Męża i żony Aleksandra hr. Fredry, Teatr Komedia w Warszawie.
- 1991: Summer International Drama School w Poznaniu.

### Reżyseria filmowa
- 2012: Sęp, film fabularny, produkcja: Scorpio Studio w Warszawie.

## Książki
- 2019: Polowanie z Sępem, Wydawnictwo Literackie.

## Nagrody i odznaczenia
- Medal Wojewody Poznańskiego „Ad Perpetuam Rei Memoriam” (1995).
- Nagroda Publiczności Ogólnopolskiego Festiwalu Sztuk Przyjemnych za Najprzyjemniejszy Spektakl (1995, 1996, 1999).
- Złoty Krzyż Zasługi (2001 – M.P. z 2001, nr 21, poz. 333).
- Nagroda Marszałka Województwa Wielkopolskiego (2002).